# 伏龍

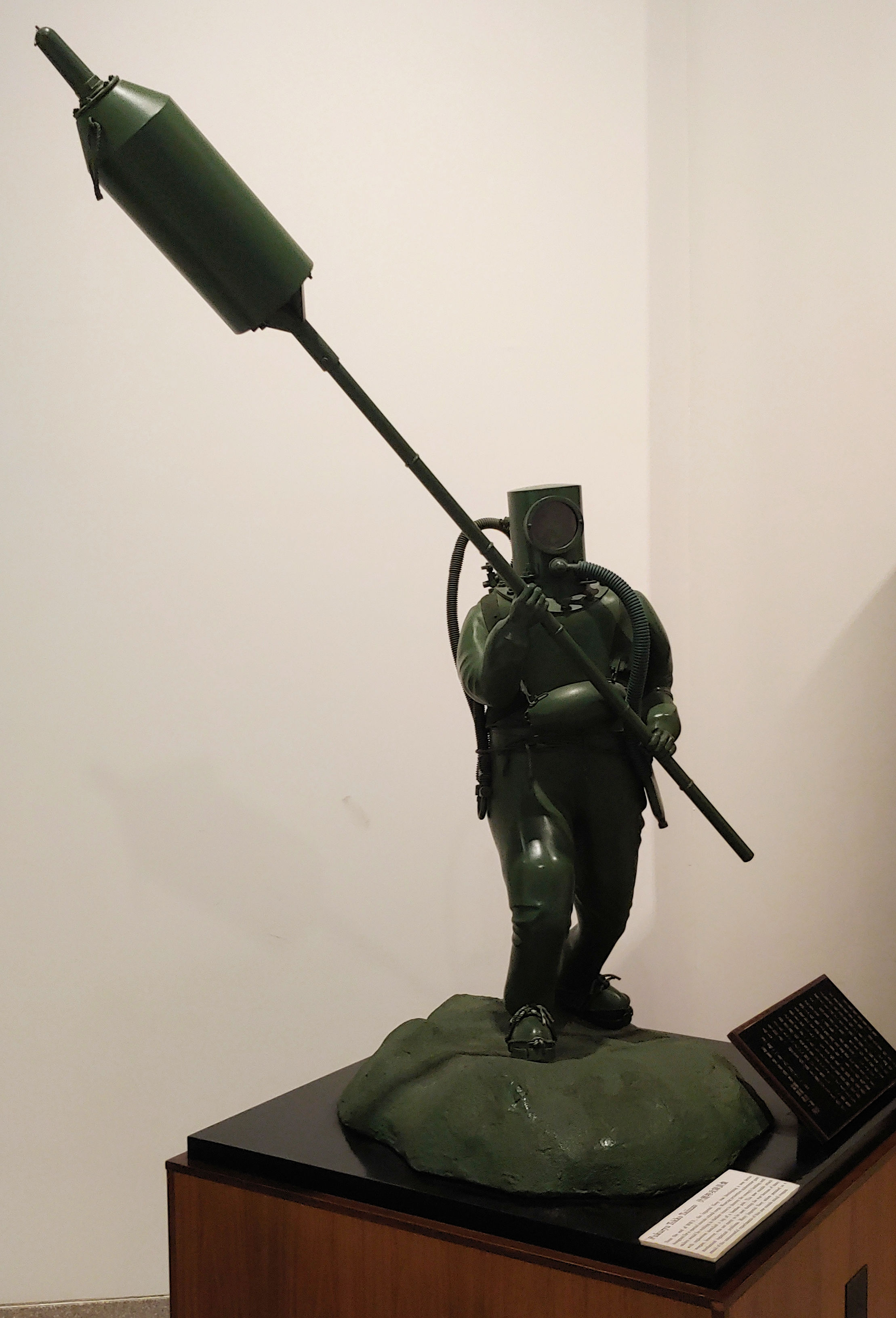
靖国神社の遊就館で展示されている「伏龍」の模型

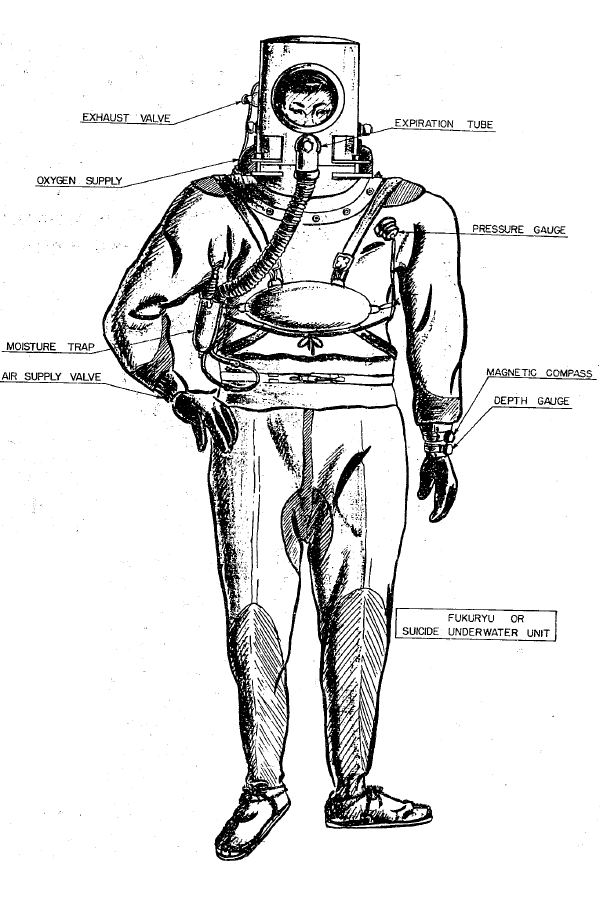
アメリカ海軍が作成した伏龍のスケッチ

伏龍（ふくりゅう）は、第二次世界大戦末期の大日本帝国海軍による特攻兵器。「人間機雷」とも呼ばれる。潜水具を着用した兵士が浅い海底に立って待ち構え、棒付き機雷を敵の上陸用舟艇に接触させ爆破するという特攻戦法のことである。

## 運用
利用された潜水具は、1945年（昭和20年）3月末（東京大空襲の直後）に横須賀市の海軍工作学校（横作校）が1ヶ月で試作した代物で、逼迫する資材と戦況に対応するため、出来得る限り既製の軍需品を用いて製作された。ゴム服に潜水兜を被り、背中に酸素瓶2本を背負い、吸収缶を胸に提げ、腹に鉛のバンド、足には鉛を仕込んだ草鞋（ワラジ）を履いた。潜水兜にはガラス窓が付いているが、足下しか見えず視界は悪く、総重量は68 kgにも及んだ。2ヶ月の短期間で、訓練用の航空機やその燃料が枯渇しつつあった海軍飛行予科練習生（予科練）の生徒数に見合う3,000セットが調達される予定であった。
待機限界水深は、棒機雷の柄が2メートルの場合は約4メートル以内、柄が5メートルの場合は7メートル以内。待機可能時間は約5時間。武装は炸薬量15 kgの成形弾頭である五式撃雷（通称・棒機雷）。刺突機雷の五式撃雷は敵の舟艇が隊員の頭上を通過しない限り有効な一撃は与えられず、また、機雷が爆発すれば、水を伝わる爆圧で隊員はほぼ確実に死ぬものだった。
潜水兜の中に浮力調整のスイッチがあり、頭部を傾けて押すことで浮力を抜く方法が用いられた。しかし、この操作方式は精度が低く、潜水時に誤ってスイッチを強く押して完全に浮力が抜けた場合、装備の総重量により海底に墜落し、重傷を負うか死亡する可能性があった。
潜水缶は伏龍の最大の欠陥部分であった。これは長時間の潜水を可能にするために考案された、半循環式の酸素供給機であった。呼気に含まれる二酸化炭素を、劇物の苛性ソーダを利用した吸収缶で除去、再び吸入する方式である。吸収缶には潜水艦用のものが転用された。実験では5時間という長時間の潜水を実現し、他の潜水具に見られる呼気（排気）からの気泡を生じないという利点があった。しかし、鼻で吸気して口から排気するよう教育されていたが 、実際には3、4回呼吸すると炭酸ガス中毒で失神しやすかった。呼吸を間違えると、陸上で潜水服を装着したまま歩いている時でも失神してしまったという。その上、吸収缶が破れたり蛇腹管が外れたりして呼吸回路に海水が入ると、吸収缶内の水酸化ナトリウム（苛性ソーダ）は海水に溶解し、大きな溶解熱のために高温となった強アルカリ性の海水が潜水兜内に噴出し肺を焼くという、重大な欠陥があった。訓練中に横須賀だけで10名の殉職者を出している。
伏龍の作戦では遊泳は考えられておらず、隊員は足の鉛を重しとして、海底を歩いて移動することになっていた。個々の隊員は水中で方向を探る方法を持たないため、あらかじめ作戦海面の海底に縄を張っておき、これを伝いながら沖合に向かって展開する予定であった。海岸からの距離は縄の結び目の数で測られた。また、5名一組で行動する場合、先任者のみがコンパスを持ち、部下達を誘導した。訓練では指導・救助用の小舟に命綱を経由したモールス信号で「海底到着」「右に行け」「停まれ」「浮上せよ」といった方式で陸上との簡単な連絡ができたが、仮に実戦投入されていれば陸上との通信手段はなかった。訓練では海中で手先信号や接触会話をおこなったが、意志疎通は難しかった。海中にいったん展開すると、陣地変換はほとんど不可能であった。
海中では視界も悪く動きも鈍くなるため、上陸用舟艇に向かって移動するのは事実上不可能であった。五式撃雷は長い柄を持っていたが、水の抵抗のある海中では自由にこれを振り回すこともできず、当初5メートルの長さがあったものが2メートルに切り詰められた。また、棒機雷の炸薬量（15 kg）では、舟艇に直撃しないと被害を与えることはできなかったが、数メートル離れたところを通過しても刺突することは不可能で、隊員の直上を上陸用舟艇がたまたま通りかかった場合以外に攻撃のチャンスは無かった。しかも、部隊の展開密度を上げると棒機雷が炸裂した時の爆圧で、近くの隊員まで巻き添えになるどころか、次々と誘爆してしまう問題点があった。そもそも、海中での爆発による強烈な水圧は隊員に致命的なダメージをもたらすため、上陸に先立つ準備砲撃が付近の海中に落ちただけで、伏龍部隊の大部分は駆逐されてしまったであろう。兵士を避難させるコンクリート製防御坑の計画はあったものの、終戦までに防御坑が構築されることはなかった。
本土決戦では、まず特攻機が米軍の機動部隊に体当たりし、輸送艦などが接近すれば人間魚雷回天や母艦部隊（海上挺進部隊）、特攻艇震洋やマルレ（陸軍海上挺進戦隊）などの水上特攻部隊が迎撃、そして上陸用舟艇を水際で迎撃するのが伏龍という構想であった。陸軍の肉薄攻撃（梱包爆薬を抱いて敵戦車に体当たりする）にヒントを得て考案された。航空機による特攻作戦は既に実施されていたが、1945年（昭和20年）の沖縄戦では九三式中間練習機まで投入され、予科練の生徒たちは乗る飛行機がなくなり余剰人員となっていた。伏龍は、これらを「活用」するため考案された兵器の一つである。
伏龍の発案者は不明である。研究開発を担った清水登大尉が発案者とする意見もあるが、清水自身の回想では、関係は母体となった送気式の横作校式潜水器からで、そこに伏龍が根を下ろした誕生の瞬間からになるという。また、軍令部参謀だった吉松田守中佐の回想では、作戦思想は、本土決戦は一億国民総特攻のときから「海軍すべてが竹槍を持って総特攻すべし」という軍令部の一部分の人から生まれたものと証言している。立証できる資料は存在しないが、軍令部の関係部署を統括していた黒島亀人少将が特攻の推進者であったため、発案者ではないかと見る意見もある。
装備に多数の欠陥が存在し、訓練だけで多数の死者を出したが、それでも最後の砦という位置付けは変わらず、訓練は強行された。

## 歴史
1945年1月、B-29が投下した磁気機雷が問題になり、中央は、これを掃海するため、海軍工作学校の校長美原泰三少将に「瀬戸内海航路百m航路啓開対策」の具体化を指示した。しかし、5月に入ると、この掃海潜水具で特攻隊を編成せよ、という命令を受けた。3月1日に発令された「海軍突撃部隊編制令」に伏龍の名前が現れる。横須賀防備隊では、司令官の石川茂中将より、「簡易潜水衣ヲ使用シ特攻兵器」を含む研究、量産、養成が命じられた。清水大尉が研究実験者として報告制作を行っているが、4月の簡易潜水器の実験では、「特攻用として利用価値大なる」と報告している。
隊員は、各鎮守府から集められた寄せ集めであった。教育中止で本土決戦に向けて防空壕を掘っていた10代後半の予科練出身者に加え、緒戦で活躍した海軍陸戦隊の古兵も投入された。一般兵では呼吸のこつが呑み込めず事故が頻発したため、航空機搭乗員として身体能力に優れた予科練が選抜されたという。選抜条件には「孤独に耐えうる者」が重視され、本来なら家を継ぐべきはずの長男が多く選ばれた。志願制ではなく、命令であった。伏龍部隊は鎮守府に所属し、横須賀5個大隊、呉2個大隊、佐世保2個大隊、舞鶴1個大隊が整備される予定であった。6月から横須賀対潜学校で先遣部隊要員480名への訓練が始まった。その後潜水訓練は、神奈川県横須賀鎮守府の野比海岸、広島県呉鎮守府の情島、長崎県佐世保鎮守府の川棚などで行われ、合わせて3,000人近くが訓練を受けた。米軍の本土上陸は9-10月との想定で、作戦は米軍の上陸作戦正面と考えられていた九十九里海岸などを想定していた。部隊の展開時期は10月末を目標にしていたが、途中で終戦をむかえたため、伏龍が実戦に投入されることはなかった。しかし前述の様に訓練中の死亡事故が相次いだ他、1945年6月10日に土浦海軍航空隊で訓練中の訓練生・教官が米軍機の空襲を受け、その内281名が死亡している。
視察した首相の鈴木貫太郎（海軍大将で水雷艇戦術の専門家）すら、その実用性に否定的で、実戦使用に反対するほどであった。元俳優の安藤昇、小説家の城山三郎は、かつて伏龍訓練部隊の一員であった。

## 史跡
東京九段下の靖国神社に特別攻撃隊の顕彰碑があるほか、併設の歴史博物館「遊就館」には、機雷を構えた、則ち攻撃姿勢にある伏龍隊員のミニチュア像が展示されている。また、伏龍の待機陣地が神奈川県鎌倉市の稲村ヶ崎に現存しているが、落石の危険があるため立ち入り禁止となっている。また、神奈川県横須賀市野比海岸には第七十一嵐部隊の本部が置かれ、海岸は訓練場となっていたが、関連すると思われる防空壕やトーチカが残存する。講習員たちはペリー上陸記念碑の前の湾で訓練を行っていた。

## 主題とした作品
小説
- 熊谷達也『群青に沈め 〜僕たちの特攻〜』角川書店
- 大槻ケンヂ『イマジン特攻隊』(『ロコ！思うままに』収録)角川書店